# Loupmont
Loupmont é uma comuna francesa na região administrativa de Grande Leste, no departamento de Meuse. Estende-se por uma área de 10,33 km². Em 2010 a comuna tinha 77 habitantes (densidade: 7,5 hab./km²).